# 札幌メディカルラボ
株式会社札幌メディカルラボ（さっぽろメディカルラボ）は、北海道札幌市手稲区に本社を置く歯科技工を行う日本の医療機器メーカーである。

## 沿革
- 1985年 - 札幌市中央区円山地区に共同経営で有限会社札幌メディカル・ラボを設立
- 1990年 - 円山地区から同市手稲区の新社屋へ移転
- 1999年 - 有限会社札幌メディカル・ラボから有限会社札幌メディカルラボに改称
- 2000年 - 株式会社へ改組
- 2005年 - 札幌市手稲区西宮の沢に新社屋移転
- 2006年 - 医療法人社団白水会、有限会社エムズジャパン、株式会社札幌メディカルラボの三社がグループ統合し総合口腔医療サービスグループ、エムズグループ設立。

## 提携
- 愛歯
- 空知デンタル・クラフト
- 北海道歯科技術専門学校